# Małżeństwo osób tej samej płci w Kanadzie
Małżeństwo osób tej samej płci w Kanadzie – związek małżeński dwóch osób tej samej płci uznawany przez prawo kanadyjskie za równoważny związkowi małżeńskiemu osób przeciwnej płci i pociągający za sobą te same skutki cywilnoprawne, łącznie z możliwością adopcji dzieci.
20 lipca 2005 roku Kanada stała się czwartym krajem na świecie (po Holandii, Belgii i Hiszpanii), który zalegalizował na całym swoim terytorium małżeństwa osób tej samej płci. Legalizacja nastąpiła przez ogólnokrajowe przyjęcie aktu prawnego zwanego Civil Marriage Act. Decyzje sądów począwszy od 2003 roku już wcześniej zalegalizowały małżeństwa osób tej samej płci osobno w ośmiu z dziesięciu prowincji i jednym z trzech terytoriów Kanady; na terenach tych mieszka około 90% kanadyjskiej populacji. Już przed ogólnokrajową legalizacja małżeństw homoseksualnych, ponad 3000 homoseksualnych par wzięło ślub na tych terenach korzystając z regionalnej legalizacji małżeństw osób tej samej płci.
Civil Marriage Act został przedstawiony przez rząd Paula Martina z Liberalnej Partii Kanady w Izbie Gmin 1 lutego 2005 roku jako Ustawa C-38. Prawo to przyjęto stosunkiem głosów 158:133 w Izbie Gmin 28 czerwca 2005 roku, w Senacie stosunkiem głosów 47:21 19 lipca tego samego roku, a następnego dnia otrzymało ono królewski podpis. 7 grudnia 2006 roku ustawa została ponownie zatwierdzona przez Izbę Gmin, która głosami 175:123 odrzuciła wysunięty przez konserwatywnych polityków wniosek o ponowne rozpatrzenie sprawy.

## Legalizacja w prowincjach i terytoriach

Prowincje i terytoria Kanady, które zalegalizowały małżeństwa homoseksualne przed ich legalizacją ogólnokrajową zaznaczono ciemniejszym kolorem.

Małżeństwa osób tej samej płci są legalne:
- w prowincji Ontario od 10 czerwca 2003;
- w prowincji Kolumbia Brytyjska od 8 lipca 2003;
- w prowincji Quebec od 19 marca 2004;
- na terytorium Jukon od 14 lipca 2004;
- w prowincji Manitoba od 16 września 2004;
- w prowincji Nowa Szkocja od 24 września 2004;
- w prowincji Saskatchewan od 5 listopada 2004;
- w prowincji Nowa Fundlandia i Labrador od 21 grudnia 2004;
- w prowincji Nowy Brunszwik od 23 czerwca 2005.

Od 20 lipca 2005 na skutek ogólnokrajowego przyjęcia Civil Marriage Act małżeństwa homoseksualne legalne są także w prowincjach Alberta i Wyspa Księcia Edwarda i na terytorium Nunavut i Terytoriach Północno-Zachodnich.

## Statystyki małżeństw

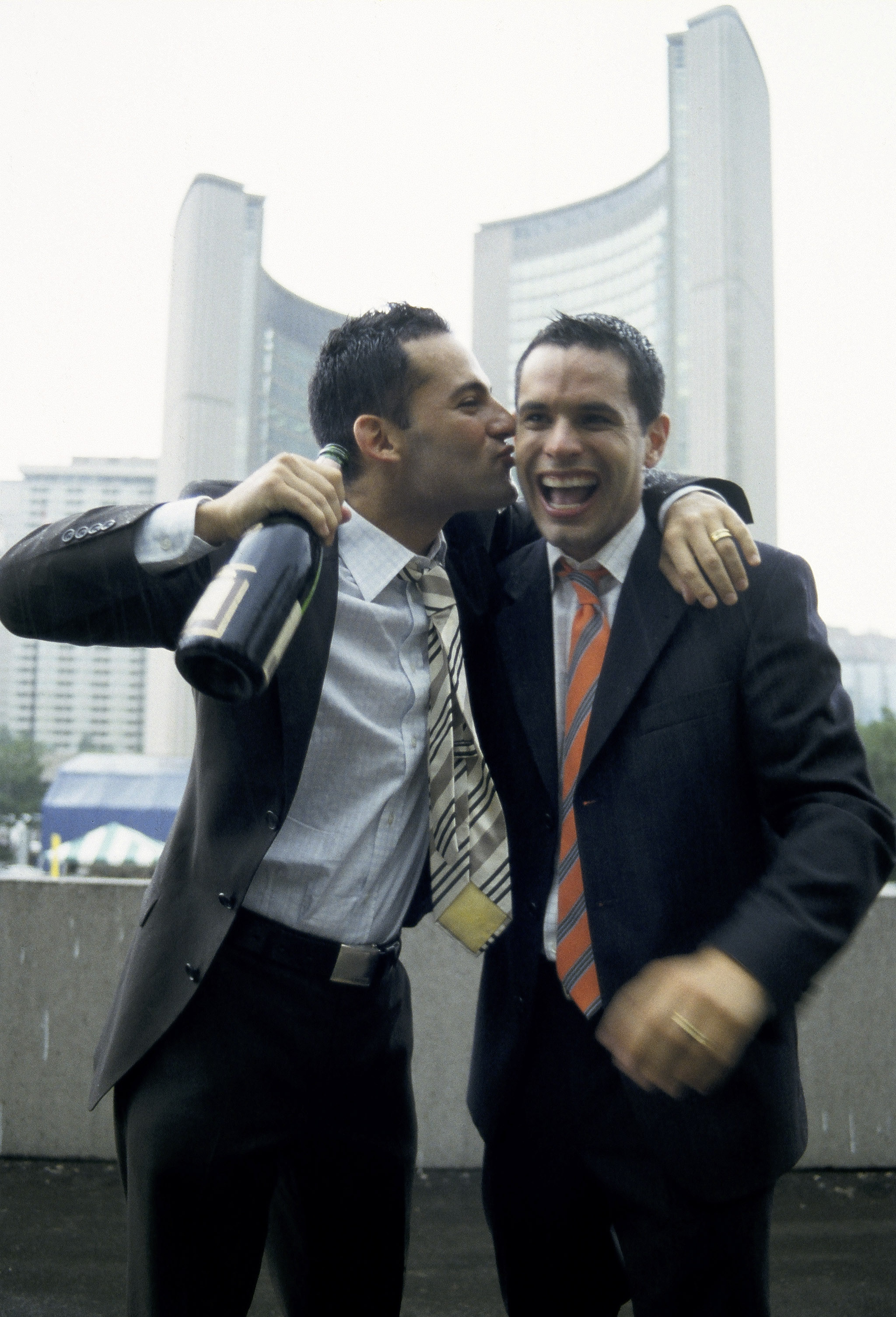
Ślub jednopłciowej pary w Kanadzie. Od lewej Mathieu Chantelois.

W okresie od czerwca 2003 roku do października 2006 roku w Kanadzie zawarto 12 438 małżeństw osób tej samej płci.
| Prowincja/Terytorium         | Data legalizacji małżeństw osób tej samej płci | Liczba zawartych małżeństw osób tej samej płci |
| ---------------------------- | ---------------------------------------------- | ---------------------------------------------- |
| Ontario                      | 10 czerwca 2003                                | 6 524                                          |
| Kolumbia Brytyjska           | 8 lipca 2003                                   | 3 927                                          |
| Quebec                       | 19 marca 2004                                  | 947                                            |
| Alberta                      | 20 lipca 2005                                  | 409                                            |
| Nowa Szkocja                 | 24 września 2004                               | 273                                            |
| Manitoba                     | 16 września 2004                               | 193                                            |
| Saskatchewan                 | 5 listopada 2004                               | 83                                             |
| Nowy Brunszwik               | 23 czerwca 2005                                | 44                                             |
| Nowa Fundlandia i Labrador   | 21 grudnia 2004                                | 14                                             |
| Jukon                        | 14 lipca 2004                                  | 13                                             |
| Wyspa Księcia Edwarda        | 20 lipca 2005                                  | 8                                              |
| Terytoria Północno-Zachodnie | 20 lipca 2005                                  | 2                                              |
| Nunavut                      | 20 lipca 2005                                  | 1                                              |